# St. Vitus (Wolfertschwenden)

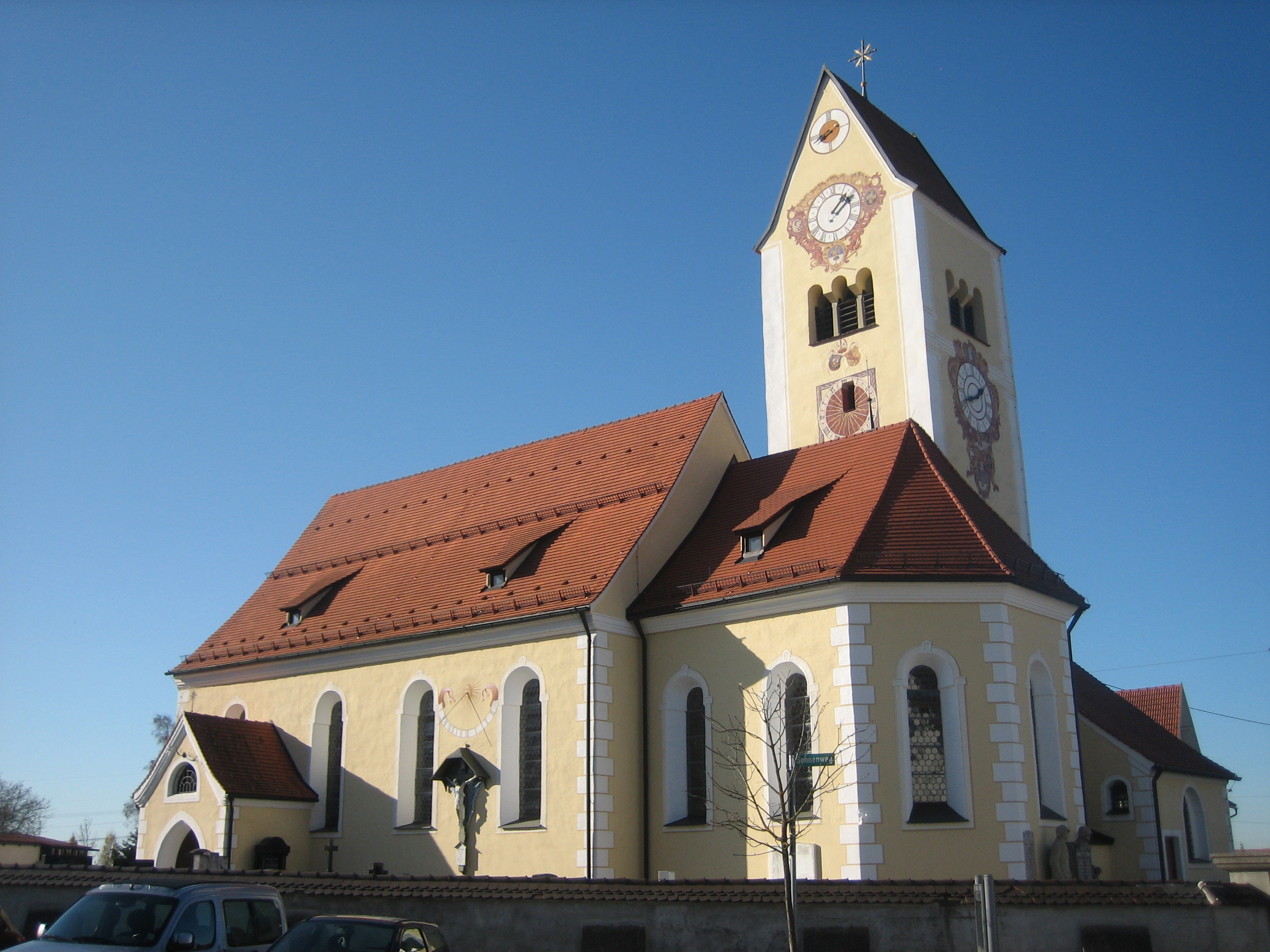
St. Vitus, Modestus und Kreszentia in Wolfertschwenden

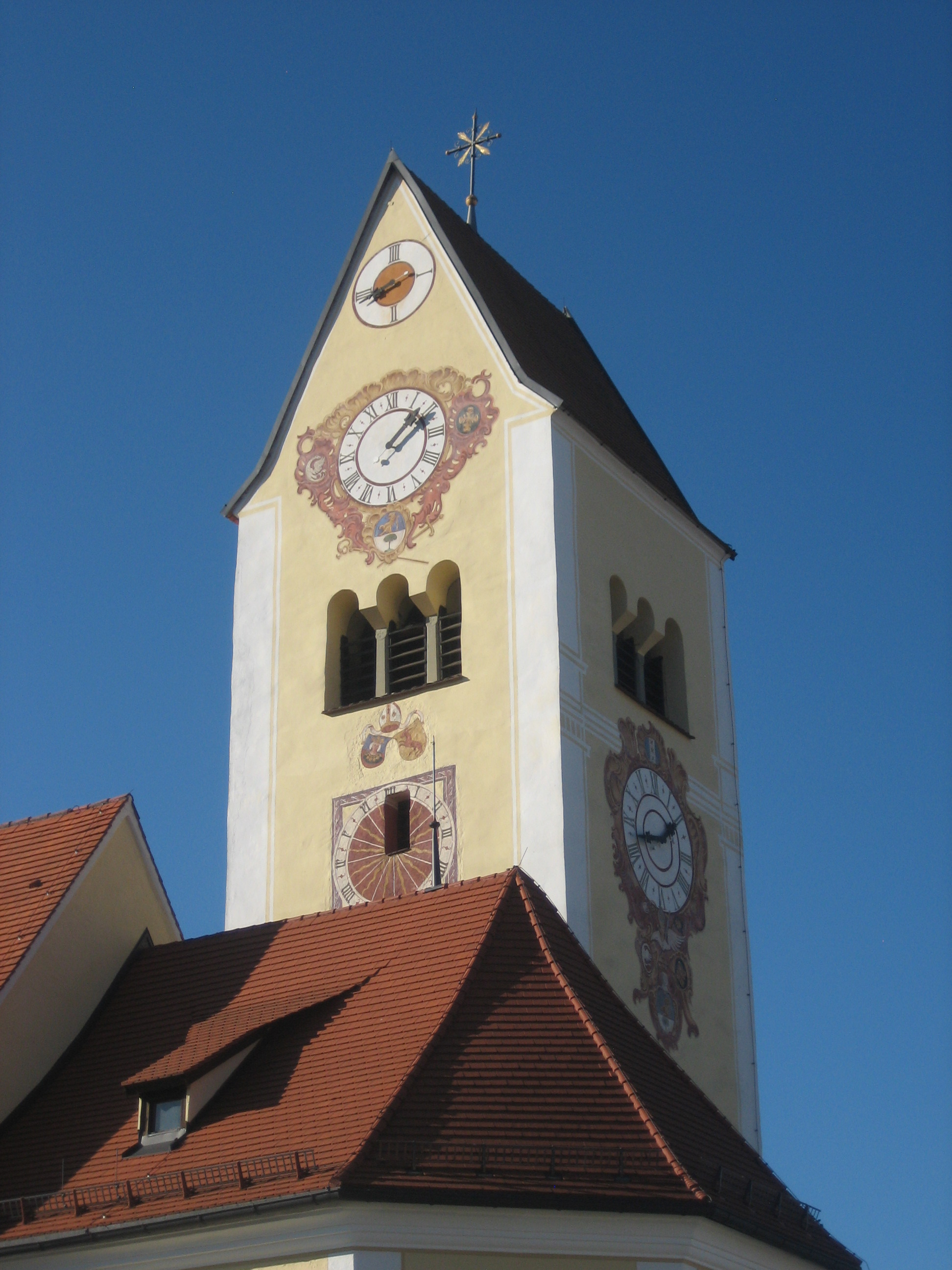
Turmdetail mit Wappen des Klosters Ottobeuren

St. Vitus, Modestus und Kreszentia ist katholische Pfarrkirche in Wolfertschwenden in der Pfarreiengemeinschaft Bad Grönenbach im Landkreis Unterallgäu in Bayern. Die Kirche steht unter Denkmalschutz und trägt das Patrozinium der aus dem 4. Jahrhundert stammenden Märtyrer St. Vitus sowie seiner Begleiter Modestus und Crescentia.

## Geschichte
Die Kirche in Wolfertschwenden wurde in der heutigen Form in wesentlichen Bestandteilen im 15. Jahrhundert erbaut. Der Turm dürfte im Kern jedoch älter sein. Im Jahre 1713 wurde die Kirche restauriert. In dieser Zeit wurden die Fenster sowie das Chorgewölbe verändert. Ende des 18. Jahrhunderts, in den Jahren 1773 bzw. 1774, wurde die Kirche abermals restauriert.

## Baubeschreibung
Die verputzte Kirche besitzt einen eingezogenen Chor mit zwei Fensterachsen und 3/8-Schluss. Der Chorbogen war ursprünglich spitzbogig und wurde im 18. Jahrhundert ausgerundet. Das Langhaus enthält vier Fensterachsen mit Flachdecke. Die Empore im Westen steht auf marmorierten Holzsäulen. Der ungegliederte Turm ist mit einem Satteldach gedeckt. An dessen Ostseite ist die Sakristei angebaut. Der Eingang der Kirche führt durch einen Vorbau mit Satteldach. Über dem Eingang ist eine Ölbergszene untergebracht. Um das Zifferblatt an der Ostseite des Kirchturmes ist das Wappen des Klosters Ottobeuren unter Abt Honorat Goehl angebracht sowie das Wappen des Abtes Anselm Erb (1740–1767).

## Ausstattung

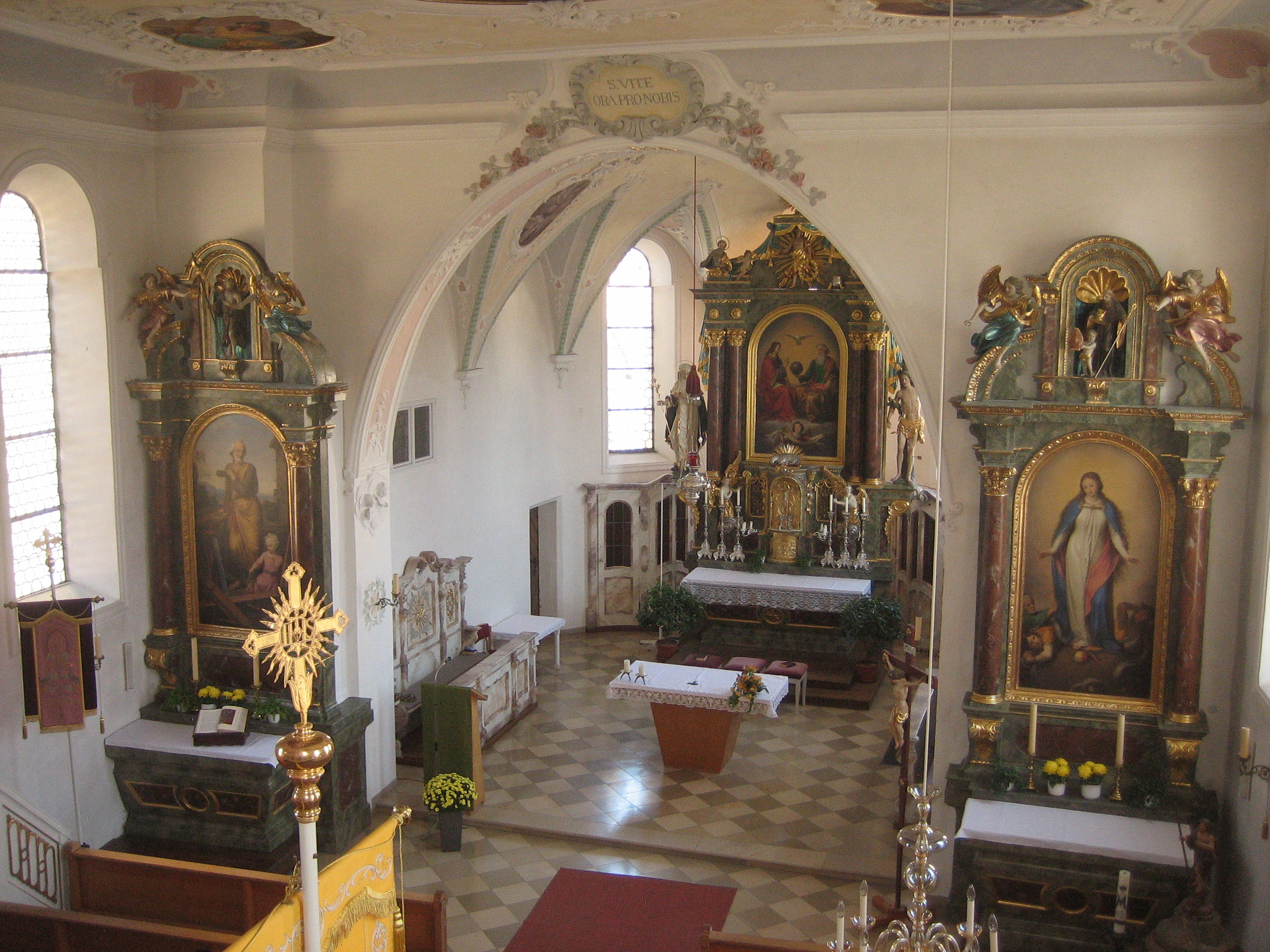
Innenansicht

Der Tabernakel des hölzernen marmorierten Hochaltares wurde um 1800 geschaffen. Beidseitig des Tabernakels sind Reliquien eingelassen. Der Hochaltar wird von zwei Holzfiguren begrenzt. Dies sind rechts der heilige Sebastian und links die Figur einer stehenden Madonna. Die Seitenaltäre sind ebenfalls Aufbauten aus marmoriertem Holz aus dem 18. Jahrhundert.
Die aus Holz gefertigte Kanzel wurde um das Jahr 1800 geschaffen und weiß und golden gefasst. Im Vordergrund der Kanzel befindet sich ein vergoldetes Relief mit der Darstellung der Berufung des Apostels Petrus. Unterhalb der Empore sind auf drei aus dem 18. Jahrhundert stammenden Gemälden die Heiligen Clemens, Georg und Michael abgebildet.

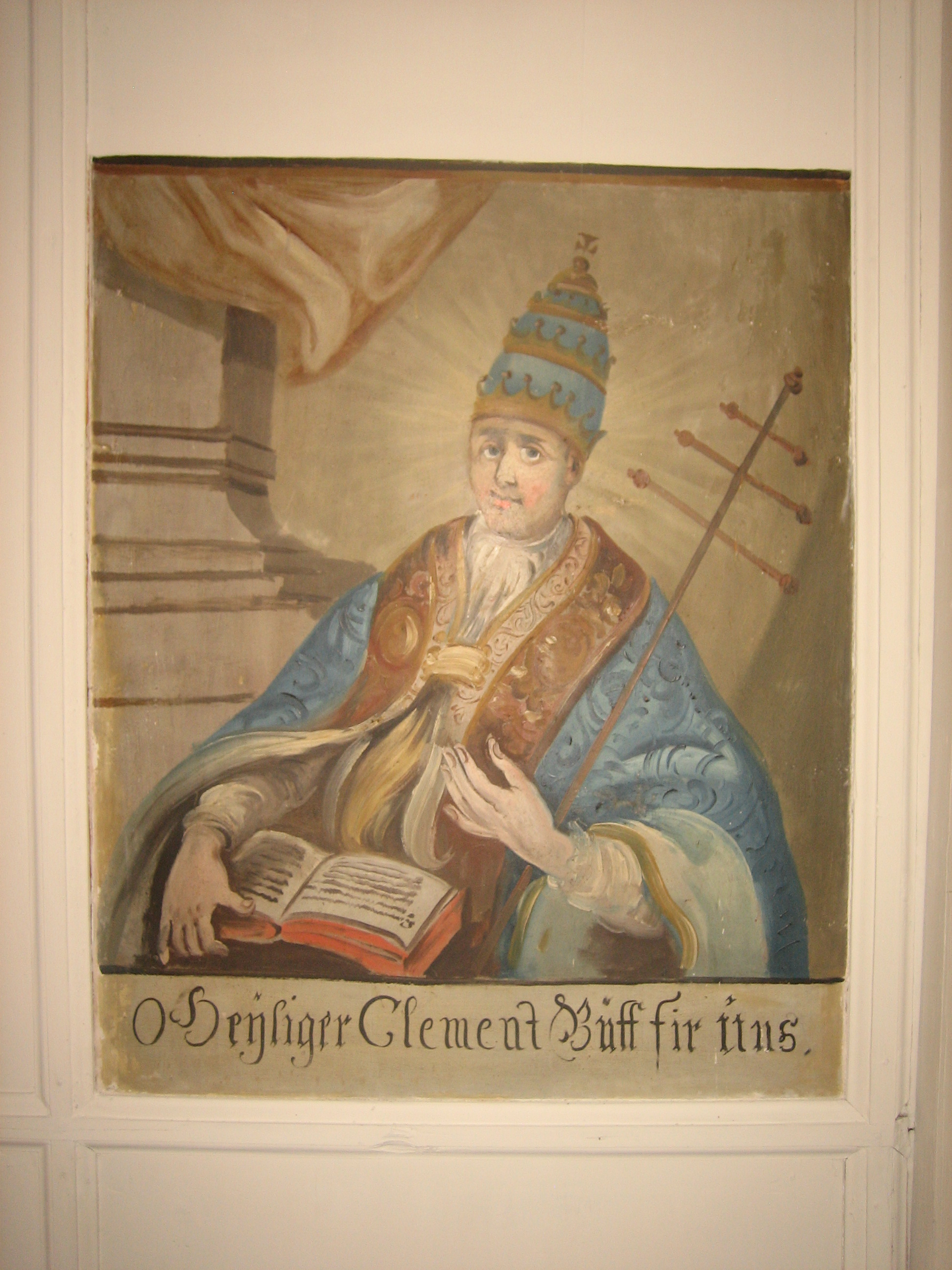
Heiliger Clemens
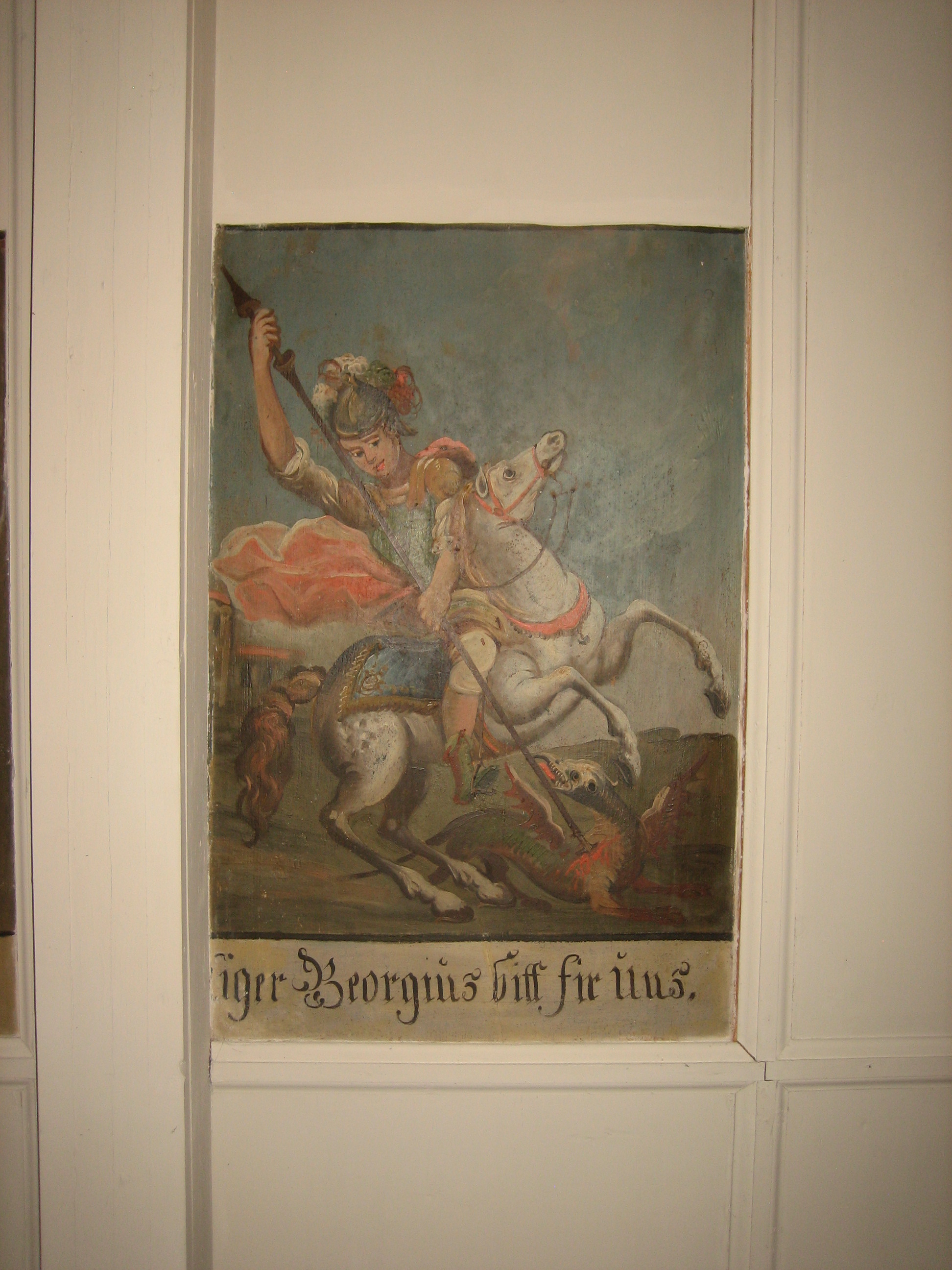
Heiliger Georg
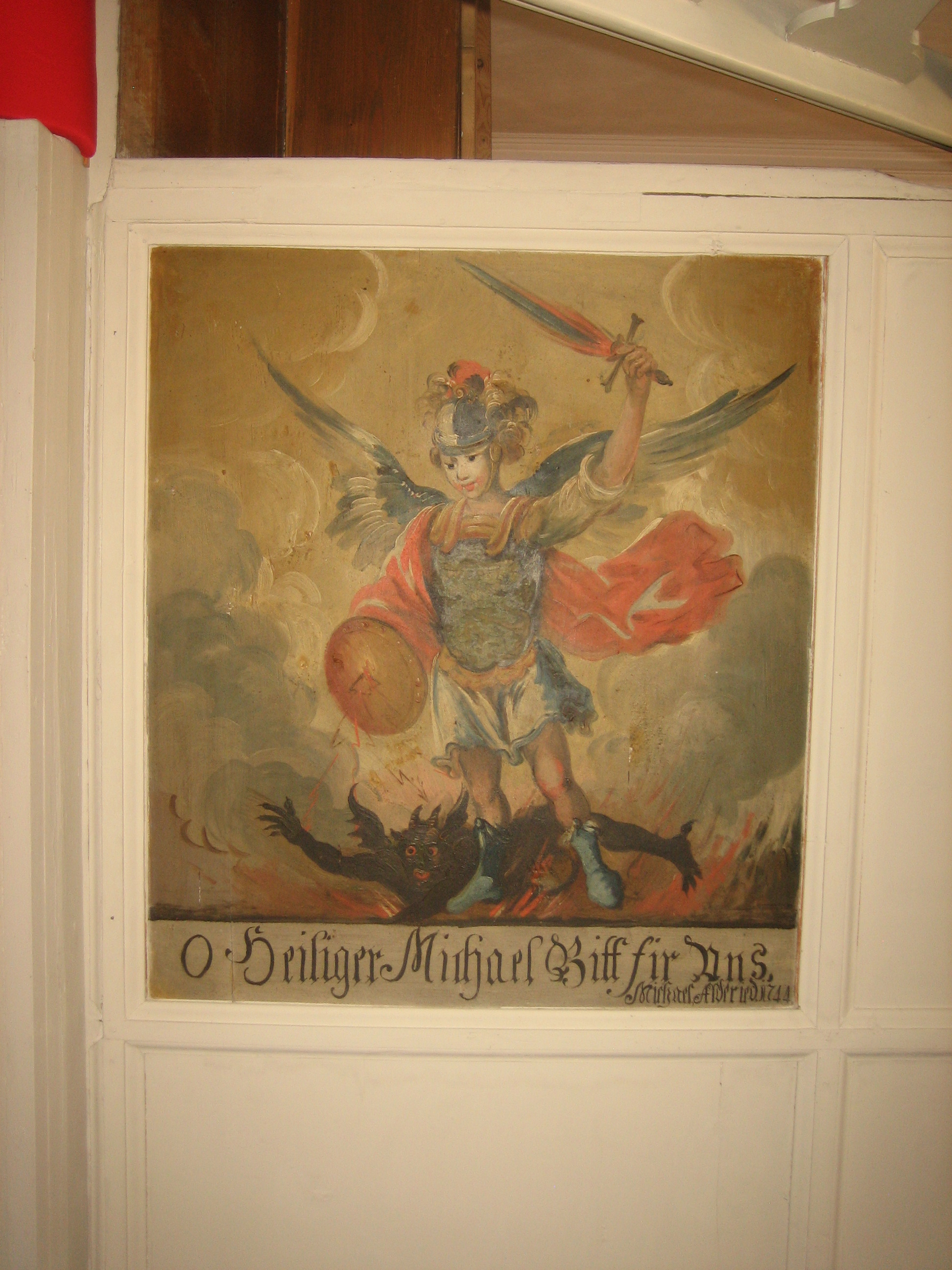
Heiliger Michael

Die Orgel wurde 1912 durch die Gebrüder Hindelang aus Ebenhofen gefertigt. Die Orgel hat 13 Register auf zwei Manualen und Pedal.